# Сакс, Джеффри (режиссёр)
Джеффри (иногда Джефф) Сакс (англ. Geoffrey (Geoff) Sax; род. XX век, Англия) — британский кинорежиссёр, удостоенный в 1991 году British Academy Television Award за «The New Statesman» как лучший комедийный сериал.

## Жизнь и карьера
Сакс начал работу на телевидения в 1970-х с постановки отдельных серий в программах «Кэннон и Болл» и «End of Part One». В 1980-х он работал над популярными сериалами «Бержерак (англ. Bergerac (TV series))» и
«Лавджой (англ. Lovejoy)». В конце 1980-х он также работал над «The New Statesman», за которым последовали несколько лет работы в США и съёмки телефильма «Доктор Кто», продолжения одноименного научно-фантастического сериала, и трёхсерийного фильма «Killer Net».
В 1998 году Сакс вернулся в Великобританию, где в 2001 снял версию «Отелло (англ. Othello (2001 film))», действие которой перенесено в наши дни. Текст пьесы Шекспира переработал Эндрю Дэвис, с которым на следующий год Сакс снял эротическую мелодраму «Бархатные ножки», удостоившуюся нескольких наград на ЛГБТ-кинофестивалях.
В 2005 на экраны вышел «Белый шум», за которым последовали «Громобой» (2006) по роману Энтони Горовица, Френки и Элис с Хэлли Берри (2010) и «Кристофер и ему подобные» (2011) по одноимённому автобиографическому произведению Кристофера Ишервуда о его жизни в Берлине в начале 1930-х годов.

## Фильмография

### Фильмы
- 1986 — Спор / The Disputation
- 1995 — Обманутое доверие / Broken Trust
- 1996 — Доктор Кто / Doctor Who
- 1996 — Руби Джин и Джо / Ruby Jean and Joe
- 2001 — Отелло / Othello
- 2003 — Марджери и Глэдис / Margery and Gladys
- 2005 — Белый шум / White Noise
- 2006 — Громобой / Stormbreaker
- 2010 — Фрэнки и Элис / Frankie & Alice
- 2011 — Кристофер и ему подобные / Christopher and His Kind
- 2013 — По ту сторону убийства / Murder on the Home Front
- 2014 — Подозрения мистера Уичера: Связывающие узы / Murder on the Home Front
- 2014 — Агата Рэйзин: Дело об отравленном пироге / Agatha Raisin and the Quiche of Death

### Телесериалы
- 1981 — 1991 — Бержерак / Bergerac
- 1984 — 1996 — Точная копия / Spitting Image
- 1986 — 1994 — Лавджой / Lovejoy
- 1991 — Шпала / Sleepers
- 1992 — Капкан / Framed
- 1998 — Смертельная сеть / Killer Net
- 2000 — 2003 — Конец рабочего дня / Clocking Off
- 2002 — Вдовы / Widows
- 2002 — Бархатные ножки / Tipping the Velvet
- 2013 — Замок Бландингс / Blandings
- 2013 — Индевор / Endeavour